# Arras-en-Lavedan
Arras-en-Lavedan település Franciaországban, Hautes-Pyrénées megyében. Lakosainak száma 494 fő (2022. január 1.). Arras-en-Lavedan Gez, Bun, Cauterets, Estaing, Salles, Sireix, Arcizans-Avant, Arcizans-Dessus és Argelès-Gazost községekkel határos.

## Népesség
A település népességének változása:
| Lakosok száma | 506  | 490  | 512  | 489  | 485  | 482  | 488  | 495  | 494  |
|               | 2013 | 2015 | 2016 | 2017 | 2018 | 2019 | 2020 | 2021 | 2022 |